# Muzeum Fojtství
Muzeum Fojtství v Kopřivnici sídlí v nejstarší budově ve městě, která je chráněna jako kulturní památka. V jeho blízkosti se nachází historický hřbitov a dříve zde existoval i dřevěný kostel.

## Historie
Současná podoba budovy pochází z roku 1789. Svůj název má podle starého fojtství, které vzniklo na tomto místě v roce 1576. Původní dřevěná budova byla stržena a nahrazena zděnou budovou. Kromě této zděné budovy byla součástí areálu usedlosti ještě stodola a studna. Budova fojtství sloužila jako první škola na území města; první vyučování se konalo v zadní místnosti na přelomu 18. a 19. století.
V této budově se narodil místní podnikatel Ignác Šustala, který začal s výrobou bryček a kočárů. Jako první dílna Šustalovi sloužila místní stodola. Tyto události připomíná pamětní deska, umístěná na budově fojtství. Šustalův podnik se později rozšířil o výrobu poštovních a dalších užitkových vozů a nakonec i automobilů. V roce 1897 byl v Kopřivnici vyroben první automobil v Rakousku-Uhersku, pojmenovaný "Präsident".

## Muzejní expozice
V letech 1985–1990 byla budova rozsáhle přestavěna pro potřeby vlastivědného muzea, které zde zřídil podnik Tatra Kopřivnice. Od roku 1997 je součástí Regionálního muzea v Kopřivnici.
Ve stodole Muzea Fojtství je vystaveno šest zachovaných výrobků kopřivnické „kočárovky“. Mezi těmito výrobky jsou například ruské saně, pohřební vůz nebo bryčka Mylord. Součástí této expozice, věnované zdejší výrobě kočárů a vagónů, je i několik modelů výrobků z nejstaršího období zdejší produkce. Další části expozice jsou věnovány historii města a jeho nejbližšího okolí (například hradu Šostýn) a nejvýznamnějším místním rodákům i čestným občanům Kopřivnice. Horní poschodí budovy fojtství, kde kdysi bývala fojtova sýpka, slouží jako stylová galerie.